# Uta Fölster
Uta Fölster (* 9. Februar 1956 in Itzehoe) ist eine deutsche Juristin und Richterin. Sie war von 2008 bis 2021 Präsidentin des Schleswig-Holsteinischen Oberlandesgerichtes.

## Ausbildung
Uta Fölster, Tochter des CDU-Politikers und schleswig-holsteinischen Landtagsabgeordneten Heinz-Wilhelm Fölster, wuchs mit drei Geschwistern auf dem elterlichen Bauernhof in Aukrug auf. Sie besuchte in Neumünster die Klaus-Groth-Schule, an der sie 1974 das Abitur ablegte. An der Christian-Albrechts-Universität zu Kiel studierte sie danach Rechtswissenschaft, was eine „beinahe zufällig(e)“ Wahl war. Die breite Ausbildung der Rechtswissenschaft, die alle Lebensbereiche berührt, weckte in der Folge Uta Fölsters Interesse.  Kurz nach der Ersten Juristischen Staatsprüfung stand für sie fest, dass sie Richterin werden wollte. Uta Fölster absolvierte ab 1980 das Rechtsreferendariat im Bezirk des Schleswig-Holsteinischen Oberlandesgerichts. Dort erlebte sie während dieser Ausbildung eine beeindruckende Amtsrichterin, die ihre Vorstellung von ihrer zukünftigen Berufsrolle prägte.

## Karriere
1983 legte sie die Zweite Juristische Staatsprüfung ab und begann ihre berufliche Laufbahn als Richterin auf Probe in Berlin. Dort war sie als Staatsanwältin, Zivilrichterin und danach fünf Jahre lang als Straf- und Ermittlungsrichterin tätig. Im März 1991 wurde sie an die Senatsverwaltung für Justiz abgeordnet. Von 1992 bis 1996 war sie dort unter den SPD-Senatorinnen Jutta Limbach und Lore Maria Peschel-Gutzeit Pressereferentin. In dieser Funktion war sie für die gesamte Presse- und Öffentlichkeitsarbeit hinsichtlich der Arbeitsgruppe Regierungskriminalität verantwortlich. Dies war so kurz nach der Wende eine schwierige Aufgabe: Die Prozesse gegen einstige DDR-Prominente wie Stasi-Chef Erich Mielke und das Verschwinden des früheren Staatsratsvorsitzenden Erich Honecker in Richtung Moskau wurden in der Presse stark beachtet.
1996 ging sie mit Jutta Limbach als persönliche Referentin an das Bundesverfassungsgericht nach Karlsruhe und baute dort die Pressestelle auf. In der Zeit ab 2000 war sie zunächst Geschäftsführerin der Bundesrechtsanwaltskammer, ab 2001 Geschäftsführerin des Deutschen Richterbundes. Am 15. März 2006 wurde die Juristin zur Präsidentin des Amtsgerichts Berlin Mitte berufen.
2008 wurde sie als Amtsnachfolgerin von Konstanze Görres-Ohde zur Präsidentin des Schleswig-Holsteinischen Oberlandesgerichtes ernannt. Am 8. Dezember 2021 wurde sie in den 2022 beginnenden Ruhestand verabschiedet.
2015 hatte Uta Fölster gemeinsam mit dem Präsidenten des Landesverfassungsgerichts Bernhard Flor eine Solidaritätsbekundung für Justizministerin Anke Spoorendonk und deren Staatssekretär Eberhard Schmidt-Elsaeßer (SPD) vorbereitet, die nach einer Geiselnahme in der JVA Lübeck unter Druck geraten waren. Die Opposition im Landtag sah darin einen Verstoß gegen das richterliche Neutralitätsgebot. Ein externes Rechtsgutachten kam zu dem Ergebnis, dass der Juristin kein Verstoß gegen die Dienstpflicht nachzuweisen sei.

## Ämter und Mitgliedschaften
- Mitglied im Deutschen Juristinnenbund[8]
- 2014: Ehrenamtliches Mitglied des Hochschulrates der Christian-Albrechts-Universität
- 2020: Mitglied des Expertengremiums zur Beratung der Landesregierung von Schleswig-Holstein über Maßnahmen im Kampf gegen das Coronavirus[9]
- 2022 bis 2024: Schlichterin der Schlichtungsstelle der Rechtsanwaltschaft[10]

## Publikationen (Auswahl)
- Uta Fölster, Christina Stresemann: Recht so, Jutta Limbach! Zum Abschied verfasst für die Präsidentin des Bundesverfassungsgerichts. Nomos Verlagsgesellschaft, 2002, ISBN 978-3789079825
- Uta Fölster: Was für ein Mann! In: Konstanze Görres-Ohnde, Monika Nöhre, Anne-José Paulsen (Hrsg.): Die OLG-Präsidentin. BMV Berliner Wissenschafts-Verlag, Berlin 2007, S. 13–20, ISBN 978-3-8305-1444-2, S. 43–50
- Uta Fölster: Gerichtsöffentlichkeit: Schadet oder dient ein Mehr dem Recht? In: NK Neue Kriminalpolitik. Jahrgang 26, Heft 2, 2014, S. 154–161

Darüber hinaus ist Uta Fölster Gesamtbearbeiterin des alle zwei Jahre erscheinenden Nachschlagewerks Handbuch der Justiz.